# 骏河台大学
骏河台大学（するがだいだいがく）是一間日本私立大学，位於埼玉縣飯能市，於1987年设立。

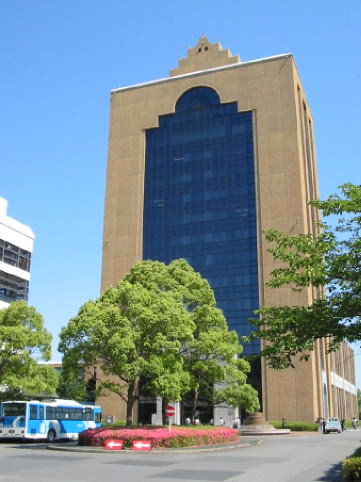

## 概要
骏河台大学的设置母体是日本著名补习班（日语称预备校）集团骏台集团。同组织下还设有多所专门学校，其学生可以推荐入学骏河台大学。
其建校精神是以“爱情教育”为本，注重培养学生的社会能力及资格考试中的适应能力。目前设有6个学部和校园媒体中心。

## 学校组织
- 学部
  - 法学部
  - 经济经营学部
  - 媒体信息学部
  - 体育运动科学部
  - 现代文化学部
  - 心理学部
- 大学院
  - 综合政策研究科
  - 心理学研究科

## 学生活动
- 2021年通过了箱根驿传预选赛，第一次进入正赛，在正月的驿传比赛中正式出场。[3]

## 關連項目
- 彩之國大學聯盟

## 外部連結
- 駿河台大学 （页面存档备份，存于）
- 駿河台大学法科大学院 （页面存档备份，存于）